# Saint-Jean-d'Angély
Saint-Jean-d'Angély es una comuna francesa, situada en el departamento de Charente Marítimo, en la región de Nueva Aquitania. Sus habitantes reciben el nombre de angériens o angériennes.
La abadía real de Saint-Jean-Baptiste forma parte del lugar Patrimonio de la Humanidad llamado «Caminos de Santiago de Compostela en Francia» al formar parte de la via Turonensis (Código 868-066).